# Еничарска музика
Османлийска военна музика (на османски турски: مهترخانه) е военната музика на еничарски корпус.
Изпълнява се от османски еничарски оркестър, носещ името мехтерхане. Така се казва от времето на Танзимата и затвора за политически престъпници в Цариград, познат на българските възрожденци и революционери.
Османлиите са сред първите, които разполагат с военна музика. Оркестърът им включва следните музикални инструменти: барабан, 2 малки барабана, 2 чинела, 7 медни тръби и 5 кларинета шалюмо. Тези инструменти се конфигурирали в различни комбинации според случая, като към тях често се добавяли обой и средни и високи кларнети – чакан и клерон.
Еничарската музика навлиза в Европа по време на т.нар. Голяма турска война, но повсеместното ѝ проникване става през целия XVIII век. В известен смисъл тя става част от европейската култура, не само музикална. Дори и класически музикални композитори като Глук, Моцарт, Хайдн и Бетовен вплитат османлийския еничарски стил в свои композиции.
След ликвидирането на еничарския корпус музикалните му традиции са в упадък и в средата и края на XIX век жанрът е в забрава.
След края на Втората световна война Истанбулският военен музей се опитва да съживи тази музикална традиция. На 29 май 1953 г. при честването на 500-годишнината от превземането на Константинопол тя е възстановена, както и донякъде в съвременните Въоръжени сили на Турция. Еничарският оркестър към военния музей в Истанбул дава редовни представления.